# Si (Magazin)
Si ist ein deutschsprachiges Magazin für Sanitärtechniker. Es erscheint bei Holzmann.

## Zielgruppe und Verbreitung
Hauptzielgruppe sind Gas- und Wasserinstallateure, Heizungsbauer und Lüftungs-/Klimatechniker sowie Planer, Architekten und der Großhandel. 
Die verbreitete Auflage beträgt 50.437 (IVW II/2021). Davon werden gut 90 % bzw. rund 44.500 Hefte kostenlos abgegeben.